# Championnat d'Europe féminin de football 2013
Navigation
Euro 2009 Euro 2017
Le championnat d'Europe de football féminin 2013 est la onzième édition du Championnat d'Europe de football féminin organisé par l'UEFA et qui met aux prises les meilleures sélections nationales européennes féminines de football.
L'édition 2013 du Championnat d'Europe se déroule du 10 au 28 juillet 2013 en Suède, en suivant la décision prise le 4 octobre 2010 par le Comité exécutif de l'UEFA. De septembre 2011 à septembre 2012, les sélections nationales européennes participent à une phase de qualifications, dans le but de qualifier onze équipes pour disputer le tournoi final en compagnie de la Suède, qualifiée d'office en tant que pays organisateur.

## Préparation de l'évènement

### Désignation du pays organisateur
Deux pays se sont portés candidats pour l'organisation du Championnat d'Europe de football féminin 2013 : la Suède et les Pays-Bas.
Le 4 octobre 2010, le comité exécutif de l'UEFA, réuni à Minsk, choisit la candidature de la Suède.

### Comité d'organisation
L'organisation du tournoi 2013 est confiée par l'UEFA à la fédération de Suède de football (SvFF). Göran Havik est le chef de projet.

### Villes et stades retenus
| Halmstad                              | Kalmar                                | Växjö                                 | Linköping                             | Norrköping                         | Göteborg                           | Solna                       |
| ------------------------------------- | ------------------------------------- | ------------------------------------- | ------------------------------------- | ---------------------------------- | ---------------------------------- | --------------------------- |
| Örjans Vall 7 500 places              | Guldfågeln Arena 10 600 places        | Myresjöhus Arena 11 086 places        | Linköping Arena 8 000 places          | Idrottsparken 11 750 places        | Gamla Ullevi 18 000 places         | Friends Arena 50 000 places |
|                                       |                                       |                                       |                                       |                                    |                                    |                             |
| 3 matches de poule Un quart de finale | 3 matches de poule Un quart de finale | 3 matches de poule Un quart de finale | 3 matches de poule Un quart de finale | 3 matches de poule Une demi-finale | 3 matches de poule Une demi-finale | Finale                      |

## Format
L'UEFA a décidé de garder le format de l'édition précédente, qui réunit douze équipes en phase finale.
Au premier tour, les équipes sont réparties en trois groupes de quatre équipes. Chaque groupe se dispute sous la forme d'un championnat, chaque équipe jouant une fois contre ses trois adversaires. Les deux premières équipes de chaque poule ainsi que les deux meilleures troisièmes se qualifient pour les quarts de finale, autrement dit, seules les dernières de groupe et la moins bonne des troisièmes sont éliminées.
Si à l’issue du premier tour, plusieurs équipes ont le même nombre de points, les buts marqués et encaissés sont pris en compte. Les critères suivants sont utilisés pour déterminer le classement des équipes (Article 8.04) :
1. Le plus grand nombre de points obtenus entre les équipes à égalité au sein des rencontres entre eux.
2. La différence de buts les équipes à égalité au sein des rencontres entre eux.
3. Le plus grand nombre de buts marqués entre équipes à égalité au sein des rencontres entre eux.
4. La différence de but entre équipes à égalité comprenant tous les matchs du groupe.
5. Le plus grand nombre de buts marqués comprenant tous les matchs du groupe.
6. Position au classement UEFA utilisé pour le tirage au sort des groupes.

La suite de la compétition (à partir des quarts de finale) se fait à élimination directe avec éventuellement prolongation et tirs au but.

## Éliminatoires

### Nations qualifiées
Douze équipes participent à la phase finale. La Suède est qualifiée d'office en tant que pays organisateur. Les onze autres équipes présentes se qualifient en passant une phase qualificative préliminaire. Les deux premières équipes qualifiées lors des éliminatoires sont l'Allemagne et l'Italie.
La France rejoint ces deux équipes après une victoire contre l'Irlande 4-0, au stade du Roudourou de Guingamp. Les Pays-Bas se qualifient en qualité de meilleurs deuxièmes à l'issue des qualifications.
| - Suède (pays hôte) - Italie (vainqueur groupe 1) - Allemagne (vainqueur groupe 2) - Norvège (vainqueur groupe 3) - France (vainqueur groupe 4) - Finlande (vainqueur groupe 5) - Angleterre (vainqueur groupe 6) - Danemark (vainqueur groupe 7) - Pays-Bas (meilleur deuxième) - Espagne (vainqueur en barrage) - Islande (vainqueur en barrage) - Russie (vainqueur en barrage) |

## Tirage au sort
La Suède, l'Allemagne et la France sont têtes de série et sont automatiquement placées en position 1 de chacune des trois poules.
| Chapeau 1                 | Chapeau 2                                         |
| ------------------------- | ------------------------------------------------- |
| Angleterre Norvège Italie | Danemark Islande Finlande Russie Pays-Bas Espagne |

Le tirage au sort est effectué le 9 novembre 2012 à Göteborg par le président de l'UEFA Michel Platini.
| Groupe A                       | Groupe B                           | Groupe C                         |
| ------------------------------ | ---------------------------------- | -------------------------------- |
| Suède Italie Danemark Finlande | Allemagne Norvège Pays-Bas Islande | France Angleterre Russie Espagne |

## Arbitres
| Arbitres principaux - Kirsi Heikkinen - Bibiana Steinhaus - Katalin Kulcsár - Silvia Spinelli - Teodora Albon - Cristina Dorcioman - Jenny Palmqvist - Esther Staubli - Kateryna Monzul | Arbitres assistants - Lucie Ratajová - Sian Massey - Tonja Paavola - Marina Wozniak - Judit Kulcsár - Romina Santuari - Hege Steinlund - Petruţa Iugulescu - Maria Súkeníková - Maria Villa Gutiérrez - Helen Karo - Natalia Rachynska | Quatrièmes arbitres - Carina Vitulano - Esther Azzopardi - Monika Mularczyk |

## Résultats

### Premier tour
Format et règlement
Au premier tour, les équipes sont réparties dans trois groupes de quatre équipes. Chaque groupe se dispute sous la forme d'un championnat. Dans chaque groupe, chaque équipe joue un match contre ses trois adversaires. Les deux premières équipes de chaque poule ainsi que les deux meilleures troisièmes se qualifient pour les quarts de finale, les autres sont éliminées. Le classement des groupes s'établit en fonction des points obtenus, suivant le barème :
- 3 points pour un match gagné ;
- 1 point pour un match nul ;
- 0 point pour un match perdu.

Si à l’issue du premier tour, plusieurs équipes sont à égalité de points dans un groupe, les critères suivants sont utilisés pour départager les équipes (Article 8.04) :
1. Plus grand nombre de points obtenus dans les matchs disputés entre les équipes concernées.
2. Meilleure différence de buts dans les matchs disputés entre les équipes concernées.
3. Le plus grand nombre de buts marqués dans les matchs disputés entre les équipes concernées.
4. Meilleure différence de buts dans tous les matchs du groupe.
5. Plus grand nombre de buts marqués dans tous les matchs du groupe.
6. Plus faible total de points disciplinaires (cartons rouges et jaunes).
7. Tirage au sort.

#### Groupe A
| Rang | Équipe   | Pts | J | G | N | P | Bp | Bc | Diff |
| ---- | -------- | --- | - | - | - | - | -- | -- | ---- |
| 1    | Suède    | 7   | 3 | 2 | 1 | 0 | 9  | 2  | +7   |
| 2    | Italie   | 4   | 3 | 1 | 1 | 1 | 3  | 4  | -1   |
| 3    | Danemark | 2   | 3 | 0 | 2 | 1 | 3  | 4  | -1   |
| 4    | Finlande | 2   | 3 | 0 | 2 | 1 | 1  | 6  | -5   |

| Match | Date            | Lieu     | Équipe 1 | Résultat | Équipe 2 |
| ----- | --------------- | -------- | -------- | -------- | -------- |
| 1     | 10 juillet 2013 | Halmstad | Italie   | 0 – 0    | Finlande |
| 1     | 10 juillet 2013 | Göteborg | Suède    | 1 – 1    | Danemark |
| 2     | 13 juillet 2013 | Halmstad | Italie   | 2 – 1    | Danemark |
| 2     | 13 juillet 2013 | Göteborg | Finlande | 0 – 5    | Suède    |
| 3     | 16 juillet 2013 | Halmstad | Suède    | 3 – 1    | Italie   |
| 3     | 16 juillet 2013 | Göteborg | Danemark | 1 – 1    | Finlande |

#### Groupe B
| Rang | Équipe    | Pts | J | G | N | P | Bp | Bc | Diff |
| ---- | --------- | --- | - | - | - | - | -- | -- | ---- |
| 1    | Norvège   | 7   | 3 | 2 | 1 | 0 | 3  | 1  | +2   |
| 2    | Allemagne | 4   | 3 | 1 | 1 | 1 | 3  | 1  | +2   |
| 3    | Islande   | 4   | 3 | 1 | 1 | 1 | 2  | 4  | -2   |
| 4    | Pays-Bas  | 1   | 3 | 0 | 1 | 2 | 0  | 2  | -2   |

| Match | Date            | Lieu   | Équipe 1  | Résultat | Équipe 2  |
| ----- | --------------- | ------ | --------- | -------- | --------- |
| 1     | 11 juillet 2013 | Kalmar | Norvège   | 1 – 1    | Islande   |
| 1     | 11 juillet 2013 | Växjö  | Allemagne | 0 – 0    | Pays-Bas  |
| 2     | 14 juillet 2013 | Kalmar | Norvège   | 1 – 0    | Pays-Bas  |
| 2     | 14 juillet 2013 | Växjö  | Islande   | 0 – 3    | Allemagne |
| 3     | 17 juillet 2013 | Kalmar | Allemagne | 0 – 1    | Norvège   |
| 3     | 17 juillet 2013 | Växjö  | Pays-Bas  | 0 – 1    | Islande   |

#### Groupe C
| Rang | Équipe     | Pts | J | G | N | P | Bp | Bc | Diff |
| ---- | ---------- | --- | - | - | - | - | -- | -- | ---- |
| 1    | France     | 9   | 3 | 3 | 0 | 0 | 7  | 1  | +6   |
| 2    | Espagne    | 4   | 3 | 1 | 1 | 1 | 4  | 4  | 0    |
| 3    | Russie     | 2   | 3 | 0 | 2 | 1 | 3  | 5  | -2   |
| 4    | Angleterre | 1   | 3 | 0 | 1 | 2 | 3  | 7  | -4   |

| Match | Date            | Lieu       | Équipe 1   | Résultat | Équipe 2   |
| ----- | --------------- | ---------- | ---------- | -------- | ---------- |
| 1     | 12 juillet 2013 | Norrköping | France     | 3 – 1    | Russie     |
| 1     | 12 juillet 2013 | Linköping  | Angleterre | 2 – 3    | Espagne    |
| 2     | 15 juillet 2013 | Linköping  | Angleterre | 1 – 1    | Russie     |
| 2     | 15 juillet 2013 | Norrköping | Espagne    | 0 – 1    | France     |
| 3     | 18 juillet 2013 | Linköping  | France     | 3 – 0    | Angleterre |
| 3     | 18 juillet 2013 | Norrköping | Russie     | 1 – 1    | Espagne    |

#### Meilleures troisièmes de groupe
Les deux meilleures troisièmes sont repêchées pour compléter le tableau des quarts-de-finale (une seule troisième est donc éliminée). Un classement comparatif entre les équipes concernées est établi en prenant en compte uniquement les points marqués. La Russie et le Danemark sont à égalité deux points partout pour la dernière place en quart de finale. Un tirage au sort est donc effectué : le Danemark est repêché, la Russie éliminée. 
| Groupe | Équipe   | Pts | Tirage au sort |
| ------ | -------- | --- | -------------- |
| B      | Islande  | 4   |                |
| A      | Danemark | 2   | oui            |
| C      | Russie   | 2   | x              |

### Tableau final
|  | Quarts de finale      | Quarts de finale       |           |         | Demi-finales         | Demi-finales         |  |  | Finale            | Finale            |
|  | Quarts de finale      | Quarts de finale       |           |         | Demi-finales         | Demi-finales         |  |  | Finale            | Finale            |
|  |                       |                        |           |         |                      |                      |  |  |                   |                   |
|  | 21 juillet, Halmstad  | 21 juillet, Halmstad   |           |         | 24 juillet, Göteborg | 24 juillet, Göteborg |  |  | 28 juillet, Solna | 28 juillet, Solna |
|  | 21 juillet, Halmstad  | 21 juillet, Halmstad   |           |         | 24 juillet, Göteborg | 24 juillet, Göteborg |  |  | 28 juillet, Solna | 28 juillet, Solna |
|  | Suède                 | 4                      |           |         | 24 juillet, Göteborg | 24 juillet, Göteborg |  |  | 28 juillet, Solna | 28 juillet, Solna |
|  | Suède                 | 4                      |           |         | 24 juillet, Göteborg | 24 juillet, Göteborg |  |  | 28 juillet, Solna | 28 juillet, Solna |
|  | Islande               | 0                      |           |         | 24 juillet, Göteborg | 24 juillet, Göteborg |  |  | 28 juillet, Solna | 28 juillet, Solna |
|  | Islande               | 0                      | Suède     | 0       |                      |                      |  |  | 28 juillet, Solna | 28 juillet, Solna |
|  | 21 juillet, Växjö     |                        | Suède     | 0       |                      |                      |  |  | 28 juillet, Solna | 28 juillet, Solna |
|  |                       | Allemagne              | 1         |         |                      |                      |  |  | 28 juillet, Solna | 28 juillet, Solna |
|  | Italie                | Allemagne              | 1         | 0       |                      |                      |  |  | 28 juillet, Solna | 28 juillet, Solna |
|  | Italie                |                        |           | 0       |                      |                      |  |  | 28 juillet, Solna | 28 juillet, Solna |
|  | Allemagne             | 1                      |           |         |                      |                      |  |  | 28 juillet, Solna | 28 juillet, Solna |
|  | Allemagne             | 1                      | Allemagne | 1       |                      |                      |  |  |                   |                   |
|  | 22 juillet, Kalmar    |                        | Allemagne | 1       |                      |                      |  |  |                   |                   |
|  |                       | Norvège                | 0         |         |                      |                      |  |  |                   |                   |
|  | Norvège               | Norvège                | 0         | 3       |                      |                      |  |  |                   |                   |
|  | Norvège               | 25 juillet, Norrköping |           | 3       |                      |                      |  |  |                   |                   |
|  | Espagne               | 1                      |           |         |                      |                      |  |  |                   |                   |
|  | Espagne               | 1                      | Norvège   | 1ap (4) |                      |                      |  |  |                   |                   |
|  | 22 juillet, Linköping |                        | Norvège   | 1ap (4) |                      |                      |  |  |                   |                   |
|  |                       | Danemark               | 1 tab(2)  |         |                      |                      |  |  |                   |                   |
|  | France                | Danemark               | 1 tab(2)  | 1ap (2) |                      |                      |  |  |                   |                   |
|  | France                |                        |           | 1ap (2) |                      |                      |  |  |                   |                   |
|  | Danemark              | 1 tab(4)               |           |         |                      |                      |  |  |                   |                   |
|  | Danemark              | 1 tab(4)               |           |         |                      |                      |  |  |                   |                   |

#### Quarts de finale
| 21 juillet 2013 | Suède                                         | 4 – 0   | Islande | Örjans Vall, Halmstad                           |                                                 |
| 15 h            | Hammarström 3e · Öqvist 14e · Schelin 19e 59e | (3 – 0) |         | Spectateurs : 7 468 Arbitrage : Kirsi Heikkinen | Spectateurs : 7 468 Arbitrage : Kirsi Heikkinen |

| 21 juillet 2013 | Italie | 0 – 1   | Allemagne   | Myresjöhus Arena, Växjö                         |                                                 |
| 18 h            |        | (0 – 1) | Laudehr 26e | Spectateurs : 9 265 Arbitrage : Katalin Kulcsár | Spectateurs : 9 265 Arbitrage : Katalin Kulcsár |

| 22 juillet 2013 | Norvège                                             | 3 – 1   | Espagne       | Guldfågeln Arena, Kalmar                           |                                                    |
| 18 h            | Gulbrandsen 24e · Paredes 43e (csc) · Hegerberg 64e | (2 – 0) | Hermoso 90+2e | Spectateurs : 10 435 Arbitrage : Bibiana Steinhaus | Spectateurs : 10 435 Arbitrage : Bibiana Steinhaus |

| 22 juillet 2013 | France                                | 1 – 1 a. p.       | Danemark                                                     | Arena Linköping, Linköping                      |                                                 |
| 20 h 45         | Nécib 71e (pen.)                      | (0 – 1)           | Rasmussen 28e                                                | Spectateurs : 7 448 Arbitrage : Carina Vitulano | Spectateurs : 7 448 Arbitrage : Carina Vitulano |
| 20 h 45         | Nécib · Thiney · Le Sommer · Delannoy | Tirs au but 2 – 4 | Røddik Hansen · Rydahl Bukh · Nadim · Nielsen · Arnth Jensen | Spectateurs : 7 448 Arbitrage : Carina Vitulano | Spectateurs : 7 448 Arbitrage : Carina Vitulano |

#### Demi-finales
| 24 juillet 2013 | Suède | 0 – 1   | Allemagne    | Gamla Ullevi, Göteborg                          |                                                 |
| 20 h 30         |       | (0 – 1) | Marozsán 33e | Spectateurs : 16 608 Arbitrage : Esther Staubli | Spectateurs : 16 608 Arbitrage : Esther Staubli |

| 25 juillet 2013 | Norvège                                    | 1 – 1 a. p.       | Danemark                                   | Idrottsparken, Norrköping                       |                                                 |
| 20 h 30         | Christensen 3e                             | (1 – 0)           | Knudsen 87e                                | Spectateurs : 9 260 Arbitrage : Kateryna Monzul | Spectateurs : 9 260 Arbitrage : Kateryna Monzul |
| 20 h 30         | Gulbrandsen · Dekkerhus · Rønning · Mjelde | Tirs au but 4 – 2 | Røddik Hansen · Nielsen · Nadim · Brogaard | Spectateurs : 9 260 Arbitrage : Kateryna Monzul | Spectateurs : 9 260 Arbitrage : Kateryna Monzul |

#### Finale
| 28 juillet 2013 | Allemagne  | 1 – 0   | Norvège | Friends Arena, Solna                                |                                                     |
| 16:00           | Mittag 49e | (0 – 0) |         | Spectateurs : 41 301 Arbitrage : Cristina Dorcioman | Spectateurs : 41 301 Arbitrage : Cristina Dorcioman |

## Statistiques et récompenses

### Classement des buteuses
5 buts
- Lotta Schelin

3 buts
- Nilla Fischer

2 buts
| - Célia Okoyino da Mbabi - Mia Brogaard - Mariann Gajhede Knudsen - Verónica Boquete | - Jennifer Hermoso - Marie-Laure Delie - Eugénie Le Sommer - Louisa Nécib | - Wendie Renard - Melania Gabbiadini - Solveig Gulbrandsen - Josefine Öqvist |

1 but
| - Lena Lotzen - Simone Laudehr - Dzsenifer Marozsán - Anja Mittag - Eniola Aluko - Laura Bassett - Toni Duggan - Johanna Rasmussen | - Alexia Putellas - Annica Sjölund - Dagný Brynjarsdóttir - Margrét Lára Viðarsdóttir - Ilaria Mauro - Marit Fiane Christensen - Ada Hegerberg | - Kristine Wigdahl Hegland - Ingvild Isaksen - Elena Morozova - Elena Terekhova - Nelli Korovkina - Kosovare Asllani - Marie Hammarström |

Buts contre son camp
- Irene Paredes (pour la  Norvège)
- Raffaella Manieri (pour la  Suède)

## Prix
La gardienne de but allemande Nadine Angerer est nommée meilleure joueuse de la compétition par l'équipe technique de l'UEFA. La Suédoise Lotta Schelin est soulier d'or du tournoi avec 5 buts inscrits.